# 核燃料总公司
核燃料总公司, 原名高杰马 (COGEMA，Compagnie générale des matières nucléaires)，现名Areva NC，是一家法国国有公司，1976年由法国原子能委员会 (CEA)的生产部门改组而成。该公司垄断了法国以及在世界范围内相当大比例的核燃料循环的全产业链, 包括铀采矿、冶炼、铀浓缩, 核废料后处理、核燃料循环利用。  2001年，合并了法马通公司（Framatome）与CEA Industrie组建了核工业特大型康采恩阿海珐（Areva）。2006年3月，阿海珐统一下属子公司品牌，COGEMA由此更名为Areva NC.